# Lymphe
Als Lymphe (lateinisch lympha ‚klares Wasser‘; Plural lymphae; ursprünglich auch römische Frischwassergottheit) oder „Milchsaft“ wird die in den Lymphgefäßen enthaltene wässrige hellgelbe Flüssigkeit bezeichnet, die das Zwischenglied zwischen der Gewebsflüssigkeit (Interzellularflüssigkeit) und dem Blutplasma bildet. Das Lymphsystem mit den Lymphgefäßen als Leitungsbahnen ist neben dem Blutkreislauf das wichtigste Transportsystem im menschlichen Körper. Es ist auf den Transport von Nähr- und Abfallstoffen spezialisiert und entsorgt in den Lymphknoten auch Krankheitserreger wie Bakterien und Fremdkörper.

## Eigenschaften und Zusammensetzung

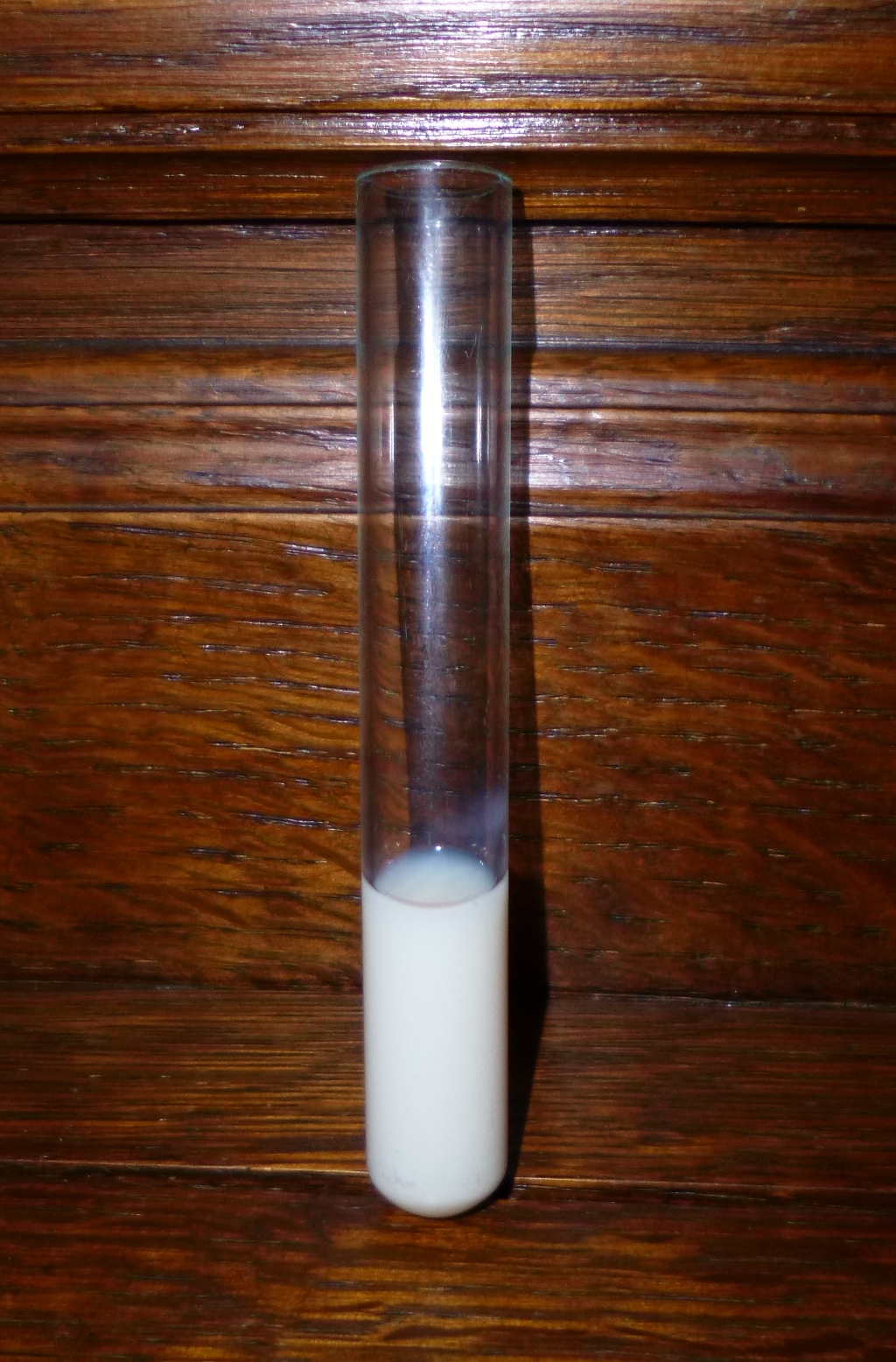
Menschliche Lymphe

Lymphe besteht aus Zellen und Lymphplasma. Ihr pH-Wert beträgt 7,41, ihre Dichte 1,14 g/cm³.
Die Lymphe ist anfangs ähnlich wie die Gewebsflüssigkeit zusammengesetzt, aus der sie sich bildet. So enthält sie Harnstoff, Kreatinin, Glucose, Natrium-, Kalium-, Phosphat- und Calciumionen. Hinzu kommen zahlreiche Enzyme wie Amylasen, Katalase, Dipeptidasen und Lipasen, außerdem Fibrinogen und Fibrinvorläufer. Fibrinogen und Fibrin sind für die Gerinnung bei länger stehender Lymphe verantwortlich. Dabei werden die Lymphozyten eingeschlossen, die überstehende Flüssigkeit wird Lymphserum genannt.
Die Konzentration von Proteinen in der Gewebsflüssigkeit beträgt etwa zwei Gramm pro Liter. In den Lymphgefäßen des Verdauungstraktes kann diese Konzentration auf bis zu vier, in denen der Leber auf bis zu sechs Gramm pro Liter ansteigen. Durch Vermischung beträgt der durchschnittliche Proteingehalt der Lymphe drei bis fünf Gramm pro Liter. Nach einer fettreichen Mahlzeit kann die Konzentration der Lipide in der Lymphe ein bis zwei Prozent betragen. Fettreiche Lymphe sieht milchig aus und wird als Chylus (griechisch χυλός chýlos ‚Saft‘, im Anklang an Chymus, den Speisebrei) bezeichnet. Mit dem Mikroskop sichtbare kleine Fettkügelchen in der Darmlymphe hatte erstmals Antoni van Leeuwenhoek 1680 beschrieben.
Bakterien können mit der Lymphe von Krankheitsherden zu den Lymphknoten verschleppt werden, wo sie von dendritischen Zellen erkannt und zerstört werden.

## Bildung

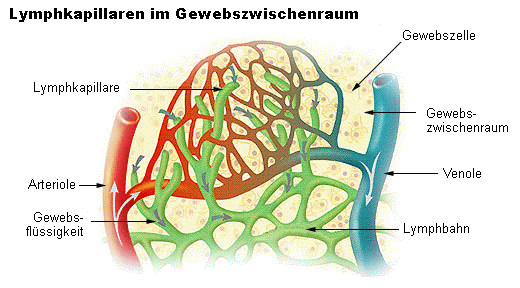
Lymphkapillaren

Aus den Kapillaren, mikroskopisch kleinen Blutgefäßen, gelangt ein Teil des Blutplasmas auf Grund der Differenz zwischen osmotischem Druck und Perfusionsdruck in das umliegende Gewebe, das damit vollständig durchtränkt wird. Dieser Prozess dient der Ernährung der umliegenden Zellen ebenso wie dem Abtransport von Stoffwechselprodukten. Da die zellulären Elemente des Blutes die Gefäßwand nicht durchdringen, besteht diese jetzt Gewebsflüssigkeit genannte Flüssigkeit nur aus Wasser und gelösten Stoffen.
Ursprünglich glaubte man, dass 90 % des Filtrats über das Blutgefäßsystem und nur 10 % über das Lymphgefäßsystem abtransportiert werden. Studien von Levick und Michel haben gezeigt, dass sämtliche gelöste und zum Abtransport bestimmte Stoffwechselprodukte ausschließlich über das Lymphgefäßsystem aufgenommen werden. Erst in den Lymphknoten kommt es nach der Filterung zu einem Rücktransport in das venöse System. Die übrige Flüssigkeit sammelt sich als Lymphe in den Lymphbahnen, beim Menschen etwa 1,5 bis 2 ml/min oder zwei bis drei Liter am Tag.
Als Lymphagoga werden lymphtreibende Mittel bezeichnet. Dazu gehören Hühnereiweiß, Galle, Pepton, Salze, Harnstoff und Zucker.

## Funktion

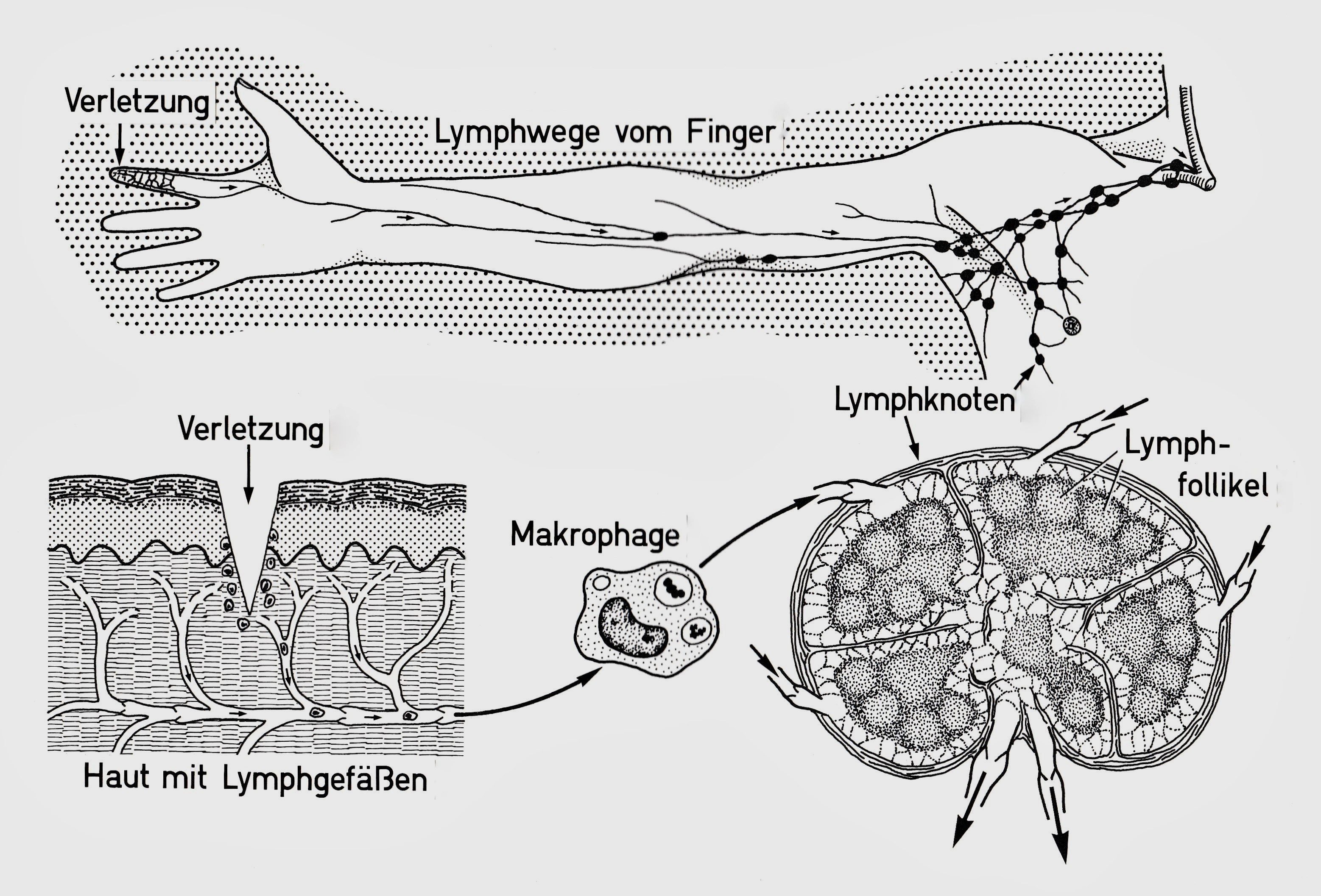
Schema zur Funktion der Lymphgefäße und Lymphe (siehe Text)

Das Lymphsystem transportiert Stoffe, deren große molare Masse oder Hydrophobie ihren direkten Transport aus dem Gewebe durch die Blutgefäßwände in den Blutkreislauf nicht zulässt. Dazu gehören Proteine und Lipide aus dem Verdauungstrakt, letztere in Form der Chylomikrone. Dabei übernimmt die Lymphe die wichtige Aufgabe, einen Großteil der nach der Verdauung vom Darm resorbierten Lipide über den Ductus thoracicus der Blutbahn zuzuführen.
Weiterhin kommt ihr eine zentrale Rolle im Immunsystem zu, da sie Fremdkörper und Krankheitserreger zu den Lymphknoten transportiert. Dort wird die Immunantwort eingeleitet, indem sich die für die betreffenden Fremdstoffe spezifischen Lymphozyten vermehren. Die Vermehrung von spezifischen T- und B-Zellen im Lymphknoten wird als Keimzentrumsreaktion bezeichnet. Auch die Lymphozyten werden aufgenommen und der Zirkulation zugeführt. Dies gewährleistet, dass Fremdstoffe überall im Körper bekämpft werden können.

## Lymphgefäße

Schematische Zeichnung der Lymphbahnen des Menschen

Aufgabe der Lymphgefäße ist es, die im Gewebe aufgenommene Lymphe wieder dem Blutkreislauf zuzuführen. Sie beginnen blind als initiale Lymphgefäße, die sogenannten Lymphkapillaren, die mit Ankerfilamenten zwischen den Zellen des Gewebes eingebettet sind. Der Ausdruck Lymphkapillare, der sich an die Begrifflichkeit Blutkapillaren anlehnt, ist in diesem Zusammenhang zwar sachlich nicht korrekt verwendet, hat sich aber inzwischen eingebürgert. In den Lymphkapillaren findet die Umwandlung von Gewebsflüssigkeit in Lymphe statt. Diese initialen Lymphgefäße haben einen Durchmesser von 50 μm. Sie bestehen aus einer einfachen Schicht Endothel, das durch Zellverbindungen miteinander verbunden ist, aber Lücken zum Einfließen der Gewebsflüssigkeit aufweist. Ihr Lumen (Gefäßdurchmesser) ist etwas größer als das von Blutkapillaren, so sind sie dafür geeignet, Proteine und geronnenes Blut bei Verletzungen abzutransportieren.
Mehrere Lymphkapillare vereinigen sich zu größeren Lymphgefäßen. Sie haben eine ähnlich den Blutgefäßen aus Tunica intima (innerste Schicht), Tunica media (mittlere Schicht) und Tunica adventitia (äußerste Schicht) bestehende Gefäßwand. Die Lymphgefäße münden in die Lymphknoten, die als Sammelstelle und Filter für die Lymphe dienen. Durch abführende Gefäße (Vasa efferentia) verlässt die Lymphe die Lymphknoten wieder. Diese Gefäße vereinigen sich zu Lymphsammelstämmen (Trunci), die schließlich unterhalb in den sogenannten Venenwinkel zwischen der Vena jugularis interna (innere Drosselvene) und der Vena subclavia (Schlüsselbeinvene) als Truncus jugularis und Truncus subclavius in den Blutkreislauf münden. Wichtig unter diesen Sammelstämmen ist insbesondere der ‚Brustmilchgang‘ (auch ‚Milchbrustgang‘). Die Lymphe im Brustmilchgang erscheint, nach der Verdauung fetthaltiger Nahrung, durch die vom Darm ausgeschiedenen Chylomikronen milchig. Manche Lymphgefäße durchlaufen auch mehr als einen Lymphknoten. Die anfangs sehr zellarme Flüssigkeit nimmt beim Durchfließen der Lymphknoten bis zu 700.000 neu gebildete Lymphozyten je Mikroliter auf.

## Lymphknoten

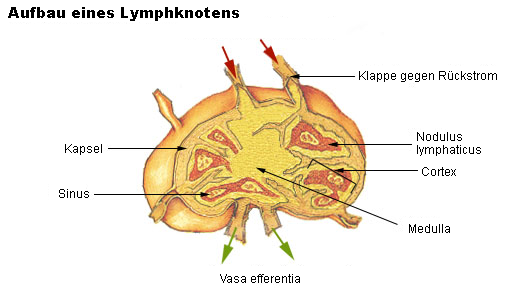
Aufbau eines Lymphknotens

Lymphknoten gehören zu den lymphatischen Organen und finden sich überall im Körper außer im zentralen Nervensystem. Gehäuft findet man sie im Hals, der Achsel und in der Leistengegend, wo sie als Sammelstellen für die Lymphgefäße aus den Gliedmaßen und dem Kopf- und Halsbereich dienen. Sie sind 5 bis 20 mm groß und oval bis bohnenförmig. Ihre bindegewebshaltige Kapsel umschließt eine äußere Rinde (Cortex) und ein inneres Mark (Medulla). Im Inneren findet man dichte Ansammlungen von Lymphozyten und Fresszellen.
Die Vasa afferentia (zuführenden Gefäße) leiten die Lymphe in die Randsinus (Sinus submarginales). Von dort fließt sie über Intermediärsinus (Sinus capsulares) zu den Marksinus (Sinus medullares), die sie sammeln und in die ableitenden Gefäße (Vasa efferentia) leiten.
In den Lymphknoten wird die Lymphe auf schädliche Stoffe untersucht und gefiltert. Bei einer Infektion im Einzugsgebiet eines Lymphknotens gelangen mit der Lymphe Antigene in den Lymphknoten. Hier treffen sie auf für diese Antigene spezifische Lymphozyten und regen deren Vermehrung an, was zu einer Schwellung des Lymphknotens führen kann. Die gebildeten Lymphozyten werden zur Bekämpfung der Infektion im gesamten Körper verteilt.

## Beschwerden
Bei einer Störung des Lymphabflusses durch Verstopfung der Lymphgefäße kommt es zu Lymphödemen, Flüssigkeitsansammlungen im Interstitium (Zwischenzellraum). Diese können auch auftreten, wenn im Rahmen einer Tumorresektion die benachbarten Lymphstationen entfernt wurden. Wenn eine Ödembildung auf mechanische Beeinflussung des Lymphstroms durch Tumorwachstum zurückzuführen ist, liegt ein Malignes Lymphödem vor. Eine weitere Ursache für Lymphödeme ist die vorwiegend in tropischen Regionen auftretende Elephantiasis, bei der durch Insekten übertragene parasitäre Würmer (Filarien) den Abfluss der Lymphe behindern. Betroffen sind dabei meist die Beine und die äußeren Geschlechtsteile.
Eine durch Bakterien verursachte Entzündung der Lymphbahnen wird als Lymphangitis bezeichnet, die Entzündung der Lymphknoten als Lymphadenitis. Krebszellen können sich vom Primärtumor über die Lymphgefäße im Körper ausbreiten. Man spricht dann von lymphogener Metastasierung. Metastasen, die sich in den Lymphknoten bilden, heißen Lymphknotenmetastasen.